# Золфо-Спрингс (Флорида)
Золфо-Спрингс (англ. Zolfo Springs) — муниципалитет, расположенный в округе Харди (штат Флорида, США) с населением в 1641 человек по статистическим данным переписи 2000 года.

## География
По данным Бюро переписи населения США муниципалитет Золфо-Спрингс имеет общую площадь в 3,88 квадратных километров, водных ресурсов в черте населённого пункта не имеется.
Муниципалитет Золфо-Спрингс расположен на высоте 20 м над уровнем моря.

## Демография
По данным переписи населения 2000 года в Золфо-Спрингс проживало 1641 человек, 399 семей, насчитывалось 497 домашних хозяйств и 634 жилых дома. Средняя плотность населения составляла около 422,94 человек на один квадратный километр. Расовый состав населённого пункта распределился следующим образом: 65,69 % белых, 3,35 % — чёрных или афроамериканцев, 0,18 % — коренных американцев, 0,12 % — азиатов, 0,12 % — выходцев с тихоокеанских островов, 1,46 % — представителей смешанных рас, 29,07 % — других народностей. Испаноговорящие составили 53,63 % от всех жителей.
Из 497 домашних хозяйств в 39,4 % воспитывали детей в возрасте до 18 лет, 60,2 % представляли собой совместно проживающие супружеские пары, в 15,1 % семей женщины проживали без мужей, 19,7 % не имели семей. 14,9 % от общего числа семей на момент переписи жили самостоятельно, при этом 9,5 % составили одинокие пожилые люди в возрасте 65 лет и старше. Средний размер домашнего хозяйства составил 3,26 человек, а средний размер семьи — 3,55 человек.
Население муниципалитета по возрастному диапазону по данным переписи 2000 года распределилось следующим образом: 32,3 % — жители младше 18 лет, 11,2 % — между 18 и 24 годами, 25,3 % — от 25 до 44 лет, 16,4 % — от 45 до 64 лет и 14,9 % — в возрасте 65 лет и старше. Средний возраст жителей составил 30 лет. На каждые 100 женщин в Золфо-Спрингс приходилось 102,3 мужчин, при этом на каждые сто женщин 18 лет и старше приходилось 100,2 мужчин также старше 18 лет.
Средний доход на одно домашнее хозяйство составил 25 972 доллара США, а средний доход на одну семью — 27 188 долларов. При этом мужчины имели средний доход в 18 603 доллара США в год против 17 292 доллара среднегодового дохода у женщин. Доход на душу населения составил 25 972 доллара в год. 18,7 % от всего числа семей в населённом пункте и 27,3 % от всей численности населения находилось на момент переписи населения за чертой бедности, при этом 33,2 % из них были моложе 18 лет и 18,9 % — в возрасте 65 лет и старше.